# نونگارین
نونگارین (نام علمی: Neotrigonia) نام یک سرده از تیره صدف‌های نگارین است.